# Jos Van Lancker
Jos Van Lancker (Temse, 23 juni 1908 - Deurne (Antwerpen), 6 juni 1987) was een Belgisch kunstschilder en beeldhouwer.

## Biografie
Jos (Georges) Van Lancker studeerde af in 1927 aan de Academie van Temse onder leiding van kunstschilder-leraar Albert de Roover met de grootste onderscheiding voor tekenen en schilderen, met Koninklijke medaille en studiebeurs. Hij studeerde een jaar "figuur" aan de Koninklijke Academie voor Schone Kunsten van Antwerpen. Als broodwinning leerde en beoefende hij beeldhouwen, stijlornament en figuur in hout bij beeldhouwer Karel Aubroeck in Temse. Rond 1936 vestigde hij zich voorgoed in Antwerpen waar hij vriendschappelijk contact onderhield met vooraanstaande schilders, beeldhouwers, architecten, toneelacteurs en leden uit verschillende kunstkringen. Een van zijn beste vrienden was Frans Buyens (1924-2004), dorpsgenoot, schrijver en cineast. Deze schonk destijds twee schilderijen aan het gemeentebestuur van Temse, geschilderd door Jos Van Lancker, een portret van Frans en het portret van Jos zijn kleindochter Inge.
Hij schilderde toen in de stijl van Constant Permeke en tekende in de geest van Frans Masereel. Hij ontwikkelde vlug een eigen stijl. Monumentale figuurcomposities in warme, lichte lente- en herfstkleuren hebben zijn voorkeur. Zijn schilderijen vertonen een boeiend licht- en schaduwspel; kleur, lijn en vorm vloeien samen tot één eenheid. Hij zette zijn schilderijen meestal neer met paletmes, kleur op kleur, waardoor hij een verrassende diepte en korrelige lichtspeling bereikte en waarin men ook de beeldhouwer herkende.
Mens, natuur en maatschappij waren blijkbaar een onuitputtelijke inspiratiebron. Hij was een graag geziene gast bij de balletschool van Jeanne Brabants waar hij de voorstudies maakte voor zijn schilderijen. In enkele van zijn schilderijen haalde hij scherp uit tegen de milieuvernietiging. Hij was ook een heel verdienstelijk beeldhouwer, maar daarvan zijn niet zo veel sporen meer te vinden. Tot op het einde van zijn leven is hij blijven schilderen.

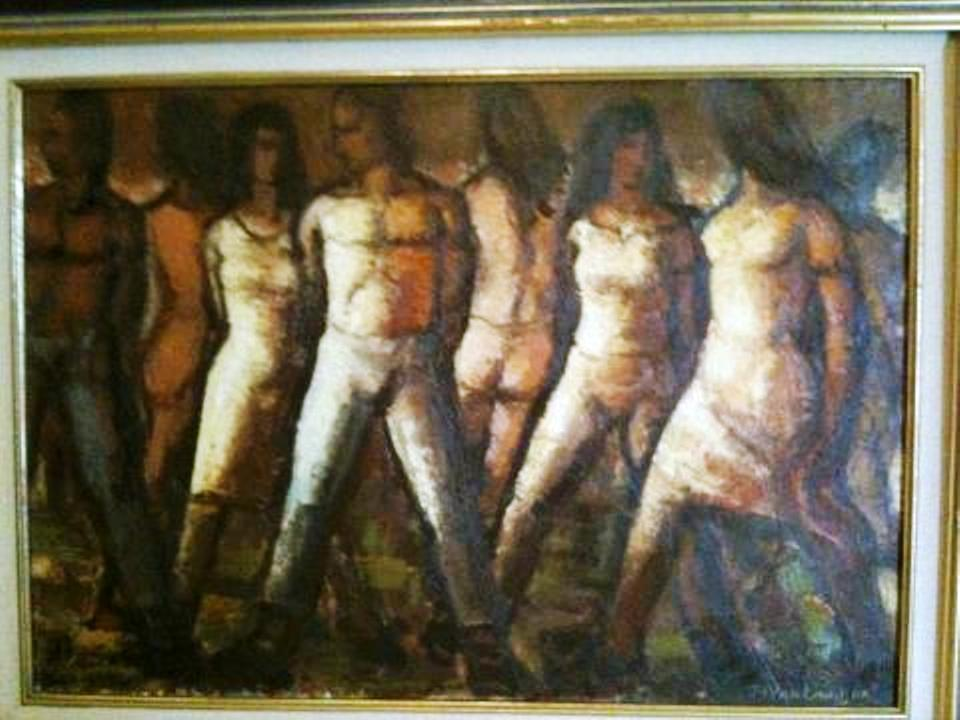
Balletdansers bij Jeanne Brabants - 1965